# Willem Karel Dicke
Willem Karel Dicke (Dordrecht, 15 de Fevereiro de 1905 - De Bilt, 27 de Abril de 1962), foi um pediatra holandês, considerado um dos  pioneiros no tratamento da doença celíaca através da dieta livre de glúten.
De 1922 até 1929, Willem Dicke estudou medicina na Universidade de Leiden, em seguida especializou-se em pediatria no Hospital Infantil Juliana, na cidade de Den Haag. Em 1936, com apenas 31 anos, ele se tornou o diretor médico do hospital. Entre 1940 e 1950 passou a desenvolver a dieta livre de glúten, mudando a forma de tratamento de crianças doentes com doença celíaca. Em 1957, foi nomeado professor de Universidade de Utrecht e tornou-se diretor médico do Hospital Infantil de Wilhelmina.
A Sociedade Holandesa de Gastroenterologia instituiu em sua honra uma condecoração para recompensar a pesquisa pioneira no campo e Willem foi o primeiro a receber a Medalha de Dicke.